# Yahia Guidoum
Yahia Guidoum (en arabe : يحيى قيدوم), né en 1941 à Constantine et mort le 3 mars 2020 à Alger, est un chirurgien et homme politique algérien.

## Biographie
Il est Docteur en chirurgie orthopédique.
Il était médecin et professeur qui a occupé plusieurs postes de haut niveau dans le domaine de la santé et de la politique, a occupé le poste de ministre de la Santé et de la Population, puis ministre de la Jeunesse et des Sports. Il a continué son travail de chirurgien même pendant qu'il occupait le poste de ministre.

### Carrière
- De 1965 à 2008 médecin dans les hôpitaux de Sétif, Constantine et Alger ;
- ministre de la Santé et de la Population du 15 avril 1994 au 23 décembre 1999[1] ;
- ministre de la Jeunesse et des Sports du 1er mai 2005 au 4 juin 2007 ;
- député au parlement du parti Rassemblement national démocratique de 2007 à 2020.

## Décès
Il est décédé le mardi 3 mars 2020, à Alger, à l'âge de 79 ans, des suites d'une maladie en phase terminale,.